# Черчемађоре
Черчемађоре (итал. Cercemaggiore) је насеље у Италији у округу Кампобасо, региону Молизе.
Према процени из 2011. у насељу је живело 968 становника. Насеље се налази на надморској висини од 952 м.

## Становништво
Према резултатима пописа становништва 2011. у општини је живело 3.927 становника.
| 1936. | 1951. | 1961. | 1971. | 1981. | 1991. | 2001. | 2011. |
| ----- | ----- | ----- | ----- | ----- | ----- | ----- | ----- |
| 5.913 | 5.969 | 5.229 | 4.527 | 4.549 | 4.655 | 4.272 | 3.927 |